# سواسون
سواسون (بالفرنسية: Soissons)‏ هي بلدية في أين في بيكاردي في شمال فرنسا، وتقع على نهر الأين على بعد حوالي 100 كم شمال شرق باريس. هي واحدة من أقدم المدن في فرنسا، وربما تكون العاصمة القديمة للسيسيونيين. سواسون أيضاً مقر لأبرشية الروم الكاثوليك القديمة والتي يرجع تاريخ إنشائها إلى نحو عام 300م.

## توأمة
لسواسون اتفاقيات توأمة مع كل من:
- شتاتهاغن
- Câmpulung [الإنجليزية]‏
- بانامبا [الإنجليزية]‏
- بركان
- آيزنبرغ
- Tibouamouchine  [لغات أخرى]‏
- لويزفيل

## أعلام
- جوناثان بريسون
- جنفياف منيش
- سياغريوس
- هنري فرانسوا ماري شاربنتييه
- كارلومان الأول ملك فرنسا
- روبير الأول ملك فرنسا
- جونتران
- جون أوفرتون
- كلوتير الأول